# Gigi Galli

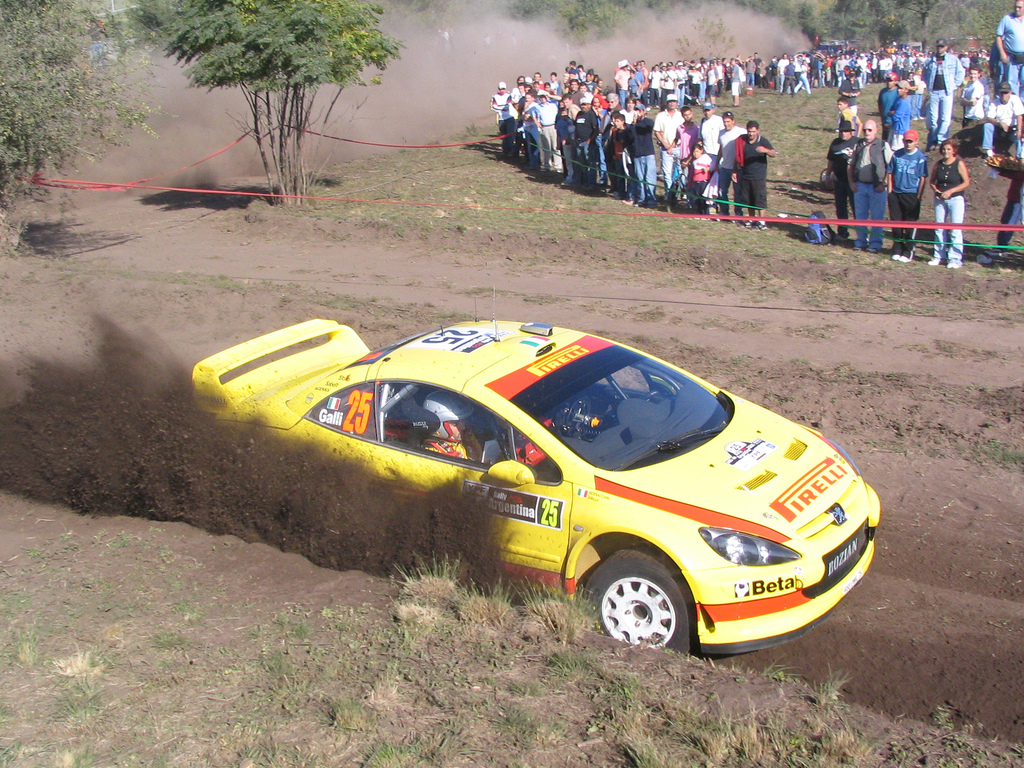
Gigi a 2006-os Argentin ralin

Gianluigi Galli (1973. január 13. –) olasz raliversenyző.

## Pályafutása

### Rali-világbajnokság
Az 1998-as San Remo ralin debütált egy N csoportos Mitsubishi Carismával. WRC-vel először 2004-ben, a Monte-Carlo ralin indult. 2005-re a Mitsubishi csapat szerződtette le. A bajnokságot a tizenegyedik helyen zárta.

### 2008
2008-ban Galli lesz a csapat első számú versenyzője, ami azt jelenti, hogy mind a 15 futamon gyári pontszerzőnek nevezik. A másik pontszerző akár Henning Solberg, akár Matthew Wilson lehetnek.